# Margarete Ziegler-Raschdorf
Margarete Ziegler-Raschdorf (* 6. August 1951 in Fulda) ist eine deutsche Politikerin (CDU) und ehemalige Abgeordnete des hessischen Landtags. Seit März 2009 ist sie Landesbeauftragte für Heimatvertriebene und Spätaussiedler.

## Ausbildung und Beruf
Nach dem Abitur im Jahr 1970 und einem pharmazeutischen Praktikum in Fulda von 1970 bis 1972 mit dem Abschluss Pharm. Vorexamen studierte sie von 1972 bis 1978 Rechtswissenschaften an der Rheinischen Friedrich-Wilhelms-Universität Bonn. Dem Referendariat in Würzburg, Schweinfurt und Bamberg von 1978 bis 1981 folgte 1981 die Zweite juristische Staatsprüfung in München. Zwischen 1981 und 1983 arbeitete sie als selbstständige Rechtsanwältin in Düsseldorf und Fulda.
Margarete Ziegler-Raschdorf ist katholisch, verheiratet und hat drei Kinder. Ihre Eltern sind Heimatvertriebene aus Oberschlesien.

## Politik
Seit 1989 ist Margarete Ziegler-Raschdorf Mitglied der CDU und dort von 1989 bis 1991 Mitglied im Vorstand CDU-Stadtverband Fulda (davon 1991 bis 1999 Stellv. Vorsitzende). Von 1991 bis 1995 war sie Vorsitzende der CDU-Frauen-Union im CDU-Stadtverband Fulda.
Kommunalpolitisch aktiv war sie seit 1993 als Mitglied der Stadtverordnetenversammlung Fulda, wo sie seit März 2006 stellv. Fraktionsvorsitzende der CDU-Fraktion der Stadtverordnetenversammlung Fulda war.
Ziegler-Raschdorf war seit dem 3. Februar 2004 Landtagsabgeordnete. Dort war sie seit dem 6. Dezember 2005 Vorsitzende des Rechtsausschusses und Mitglied im Petitionsausschuss, Unterausschuss für Heimatvertriebene, Aussiedler, Flüchtlinge und Wiedergutmachung sowie der Härtefallkommission beim Hessischen Minister des Innern und für Sport. Bei der Landtagswahl in Hessen 2009 konnte sie kein Mandat erringen und schied aus dem Landtag aus.
Im März 2009 berief sie der hessische Ministerpräsident Roland Koch zur ehrenamtlichen Landesbeauftragten der Hessischen Landesregierung für Heimatvertriebene und Spätaussiedler. Der Posten war bis 2019 dem Hessischen Minister für Arbeit, Familie und Gesundheit unmittelbar zugeordnet. Seitdem ist er unmittelbar dem Innenminister unterstellt. Von Innenminister Peter Beuth erfolgte ab November 2020 eine Eingruppierung der Stelle als hauptamtlich mit einer Besoldung in Anlehnung an Besoldungsgruppe B2, was von dem SPD-Politiker Günter Rudolph als Parteienfilz kritisiert wurde.
2019 wurde sie durch die Landsmannschaft Schlesien mit dem Schlesierkreuz ausgezeichnet, 2024 erhielt sie den Schlesierschild.